# 三宅愛子
三宅 愛子（みやけ あいこ、1978年7月6日 - ）は、兵庫県出身の女性競泳選手で、現在は指導者。筑波大学卒。1996年アトランタオリンピック競泳日本代表。

## 人物
- 兵庫県立加古川南高等学校在学中[1]、1996年のアトランタオリンピックでは4x200m自由形リレーに出場する[1]。千葉すず、山野井絵理、井本直歩子と組んだ4x200自由形リレーでは4位入賞となった。
- 現在はコナミスポーツクラブ水泳競技部のインストラクターとして活躍している[2]。